# Aerangis distincta
Aerangis distincta — вид многолетних эпифитных травянистых растений из рода Эрангис семейства Орхидные.
Вид не имеет устоявшегося русского названия, в русскоязычных источниках используется научное название Aerangis distincta.

## Распространение иэкологическиеособенности
Малави (Центральная Африка).
Эпифит. Приречные и вечнозелёные леса на высотах от 650 до 1750 метров над уровнем моря.
Максимальная и минимальная температура воздуха (день\ночь):

Январь — 18—24\13—21°С

Февраль — 18—24\13—21°С

Март — 18—24\13—21°С

Апрель — 18—25\13—21°С

Май — 22—27\13—21°С

Июнь — 22—27\13—21°С

Июль — 25—30\13—21°С

Август — 18—30\13—21°С

Сентябрь — 18—30\13—21°С

Октябрь — 18—27\13—21°С

Ноябрь — 18—25\13—21°С

Декабрь — 18—25\13—21 °C
Сезон дождей с октября по март.

Северная и южная популяции цветут в разные времена года. На севере во время сезона дождей (ноябрь—декабрь), на юге в начале сухого сезона (март—апрель).
Aerangis distincta включён в Приложение II Конвенции CITES. Цель Конвенции состоит в том, чтобы гарантировать, что международная торговля дикими животными и растениями не создаёт угрозы их выживанию.

## Этимологияи история описания
Вид описан в 1987 году современными ботаниками, специалистами по орхидеям Африки — Joyce Stewart (специализируется на ангрекоидных орхидных) и Isobyl la Croix (прожила 22 года в Африке, автор множества статей и книг по орхидеям, редактор престижного Orchid Review).
Родовое название Aerangis происходит от греч. aer (воздух) и angos (сосуд, в данном случае имеется в виду шпорец цветка).

Видовое название distincta в переводе с латинского имеет следующие значения: упорядоченный, украшенный, усеянный, расчленённый, выдающийся. Своё название вид получил за глубокий двулопастный вырез на конце листьев по типу рюбьего хвоста, что позволяет без труда определить это растение даже без наличия цветков. Таким образом, видовое определение «distincta» следует понимать в смысле «особенная», «отличная от других».
Английское название — The Distinct Aerangis.

## Биологическое описание
Миниатюрные моноподиальные растения.

Стебель короткий, у зрелых растений иногда достигает 15 см.

Листья тёмно-зелёные с чёрными точками, 4—16 см в длину и 2—4,8 см в ширину; на конце глубоко двулопастные с расходящимися долями по типу рыбьего хвоста. Розетка листьев располагается в одной плоскости.

Соцветие до 27,5 см длиной, несёт 2—5 цветков.

Цветки белые, с розоватым оттенком по краю лепестков, самые крупные в роду эрангис: до 7,5 см в диаметре со шпорцем до 15—23 см, с сильным и приятным сладким ночным ароматом.
Поллиниев — 2.

## В культуре
Температурная группа умеренная.
Цветёт зимой, весной или в начале лета в зависимости от того, где в природе были собраны растения.
Наиболее предпочтительна посадка на блок.
Требования к свету такие же, как у большинства видов Phalaenopsis — яркий рассеянный свет.
Относительная влажность воздуха в местах произрастания вида 60—95 %.
Полив обильный в период активной вегетации, зимой полив сокращают (в природе в зимний период растение получает влагу от утренних туманов).
Важно соблюдать нейтральный баланс pH, так как Aerangis distincta не переносит накопления солей в субстрате и покрывающем корни веламене. Для полива растений используется вода, прошедшая очистку обратным осмосом с добавлением специально рассчитанных доз удобрений.
Наличие движения воздуха вокруг корневой системы уменьшает риск возникновения бактериальных и грибковых инфекций. Не следует накрывать корни сфагнумом или другим влагоёмким субстратом. После полива корни должны просыхать достаточно быстро.